# Brojler

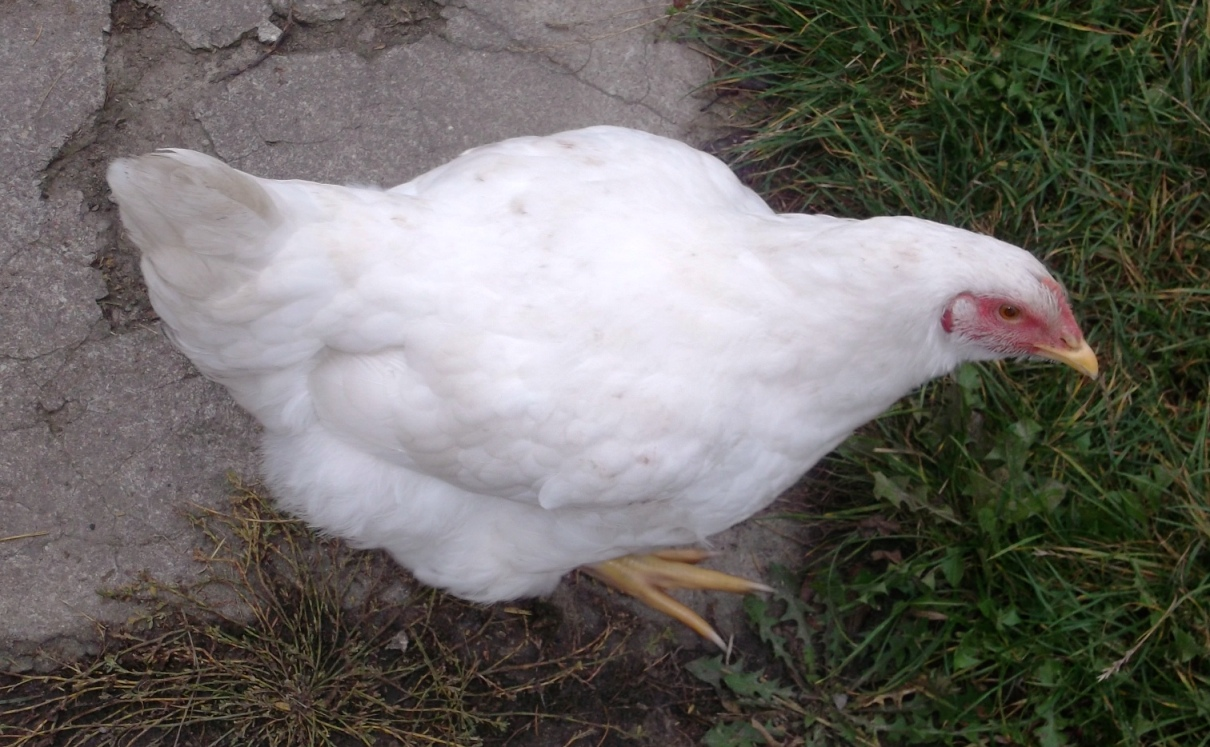
Brojler (Kur domácí)

Brojler byl původně chápán jako kuře (mládě kura domácího) obojího pohlaví o hmotnosti 1,5 kg při porážce v rychlovýkrmu. V současnosti se tímto pojmem míní obecně zvířata produkovaná rychlovýkrmem (drůbež, králíci, ovce, prasata…). Při výkrmu brojlerů se z hlediska ekonomiky provozu hledí na snižování doby výkrmu, zvyšování konverze živin a zvyšování váhy zvířat (zejména kosterní svaloviny u masných plemen). Zvířata se krmí krmnými směsmi, které jsou navrhovány a počítány jak pro jednotlivé kategorie zvířat (telata, jalovice), tak pro různá plemena a linie. Krmné směsi obsahují dané množství základních látek (sušina, dusíkaté látky), dále minerální látky (Ca, P, Na, …), aminokyseliny, vitamíny a doplňky biofaktorů.

## Kontroverze
Brojleři byli zmíněni i ve slavném vystoupení generálního tajemníka KSČ Milouše Jakeše v kulturním domě JZD Červený Hrádek z roku 1989, který se přeřekl a zaměnil je za bojlery (paronymie).
V českých chovech a obchodech se nejčastěji objevují vyšlechtěné rychlerostoucí hybridy (typ ROSS 308 nebo COBB 500).
Chovy brojlerů jsou často námětem protestů aktivistů, kteří poukazují na ne vždy optimální podmínky velkochovů, kde mají některá kuřata vykloubené nohy nebo zemřou. Vývojové vady jsou běžné i v normální populaci, chovatelé takové kusy pravidelně z chovů odstraňují (např. dvakrát denně). Zdraví chovných kuřat je dáno i ročním obdobím, kdy v jarních a podzimních měsících může být obtížné udržet podestýlku suchou. Legislativa stanovuje maximální hustotu živé masy 42 kg/m2, nižší hustota znamená nižší výnos a vyšší náklady na chov a tím i vyšší cena v obchodě. Některé obchodní řetězce mají přísnější požadavky na chovy, než jaké jsou dané legislativou.